# Valtiendas
Valtiendas là một đô thị ở tỉnh Segovia, Castile và León, Tây Ban Nha. Theo điều tra dân số năm 2004 của Viện thống kê quốc gia Tây Ban Nha (Instituto Nacional de Estadística), đô thị này có dân số 161 người.
Có 3 thị trấn: Valtiendas, Pecharromán và Caserío de San José.